# Chapelle Sainte-Marguerite de Petite-Île
La chapelle Sainte-Marguerite est une chapelle de l'île de La Réunion, département d'outre-mer français dans le sud-ouest de l'océan Indien.

## Historique
Située au 37, rue Maxime-Payet, à Petite-Île, elle est inscrite monument historique depuis le 17 décembre 2015. Puisque construite au XXe siècle, elle bénéficie également du label « Patrimoine du XXe siècle ».